# Castelo de Zafra (Guadalajara)
O Castelo de Zafra localiza-se no município de Campillo de Dueñas, província de Guadalajara, comunidade autónoma de Castela-Mancha, Espanha.
Encontra-se sob a protecção da Declaração genérica do Decreto de 22 de abril de 1949, e da lei n° 16/1985 sobre o Património Histórico Espanhol.

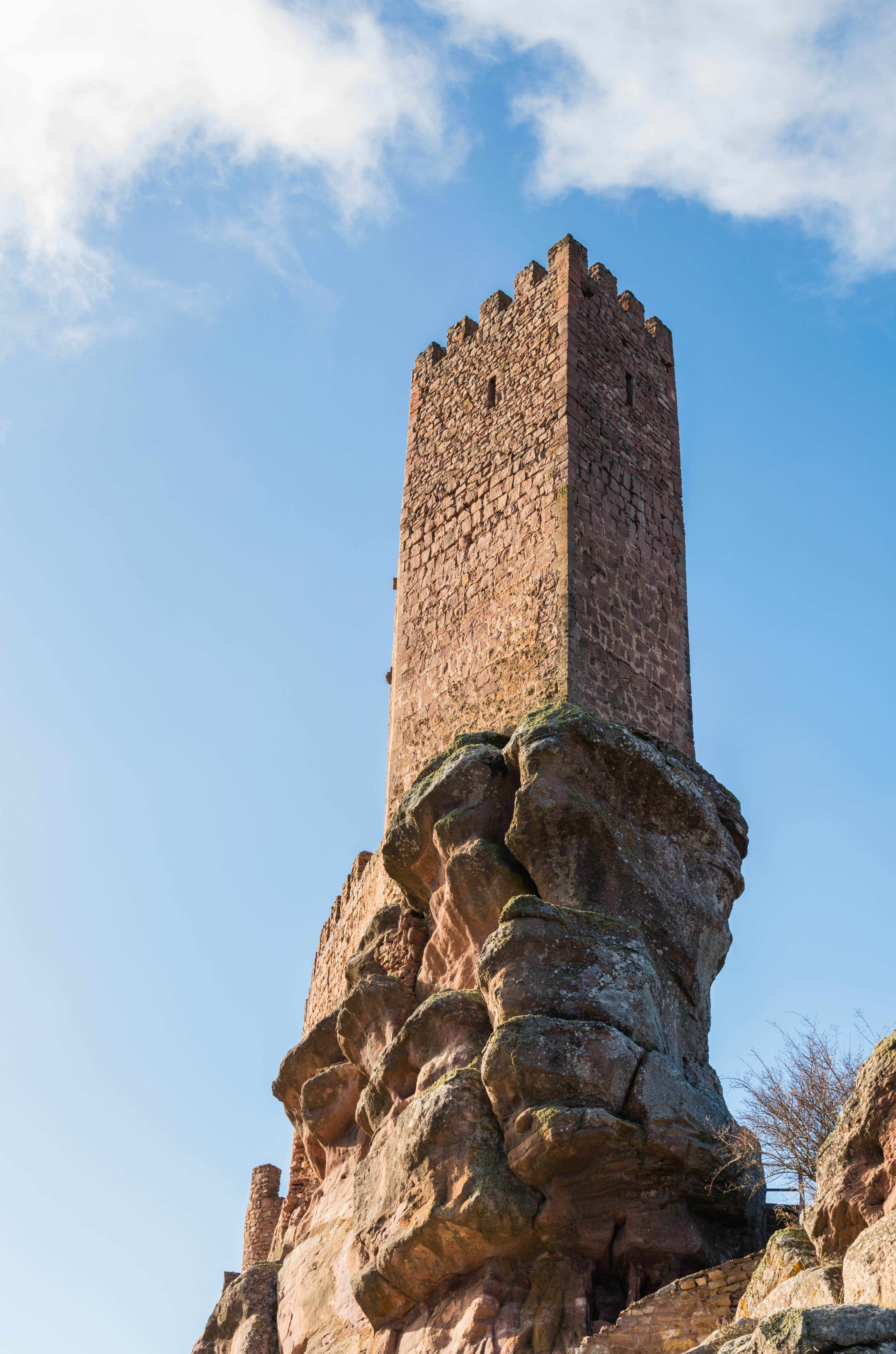